# Bulovský potok
Der Bulovský potok (deutsch Bullendorfer Bach) ist ein rechter Nebenfluss der Smědá (Wittig) in Tschechien.

## Verlauf
Der Bulovský potok entspringt im Isergebirgsvorland (Frýdlantská pahorkatina) zwischen der Vyhlídka (Humrich, 511 m) und dem Bulovský kopec (Steinberg, 443 m). Er fließt auf den ersten drei Kilometern zunächst nach Südwesten und wendet sich dann nach Norden. In Bulovka nimmt der Bach erneut südwestliche, später westliche Richtung. An seinem weiteren Lauf durchfließt der Bulovský potok Arnoltice, wo er von der Fernverkehrsstraße I/13 zwischen Frýdlant und Zawidów überquert wird.
Der Unterlauf des Baches führt durch den Wald Poustecký les. Am Hügel Kamenáč (304 m) wendet sich der Bulovský potok schließlich nach Norden. In Předlánce mündet der Bulovský potok nach 13,23 Kilometern in die Smědá.

## Zuflüsse
- Arnoltický potok (l), Arnoltice
- Bílý potok (l), unterhalb von Arnoltice
- Rybí potok (l), im Poustecký les
- Pertoltický potok (r), Předlánce